# Jardín Botánico de los Pájaros
Naturaleza y Paisajes (en francés: Jardin botanique des oiseaux) es un jardín botánico de administración municipal, que se encuentra en "Maison Botanique" en el "Espace Découverte Nature et Patrimoine", de Saint-Barthélemy-de-Bussière, Francia. 

## Localización
Jardin botanique des oiseaux, Le Bourg, Saint-Barthélemy-de-Bussière, Département de Dordogne, Aquitaine, France-Francia.
Planos y vistas satelitales.45°38′29.04″N 0°45′23.04″E / 45.6414000, 0.7564000
Está abierto todos los días de la semana por las tardes en los meses cálidos del año. La entrada es gratuita.

## Historia
El espacio "Découverte Nature et Patrimoine" de Saint-Barthélémy-de-Bussière alberga la "maison botanique". En la que se encuentra una exposición permanente y venta de productos regionales. 
En este espacio se propone documentación, cursos de botánica para conocer mejor el papel y la importancia del mundo vegetal, del conocimiento de las plantas y sus usos, así como excursiones etnobotánicas para descubrir la biodiversidad.

## Colecciones
El jardín botánico alberga plantas productoras de fruta, bayas y semillas que atraen a una gran variedad de pájaros.

## Enlaces externos

Detalles
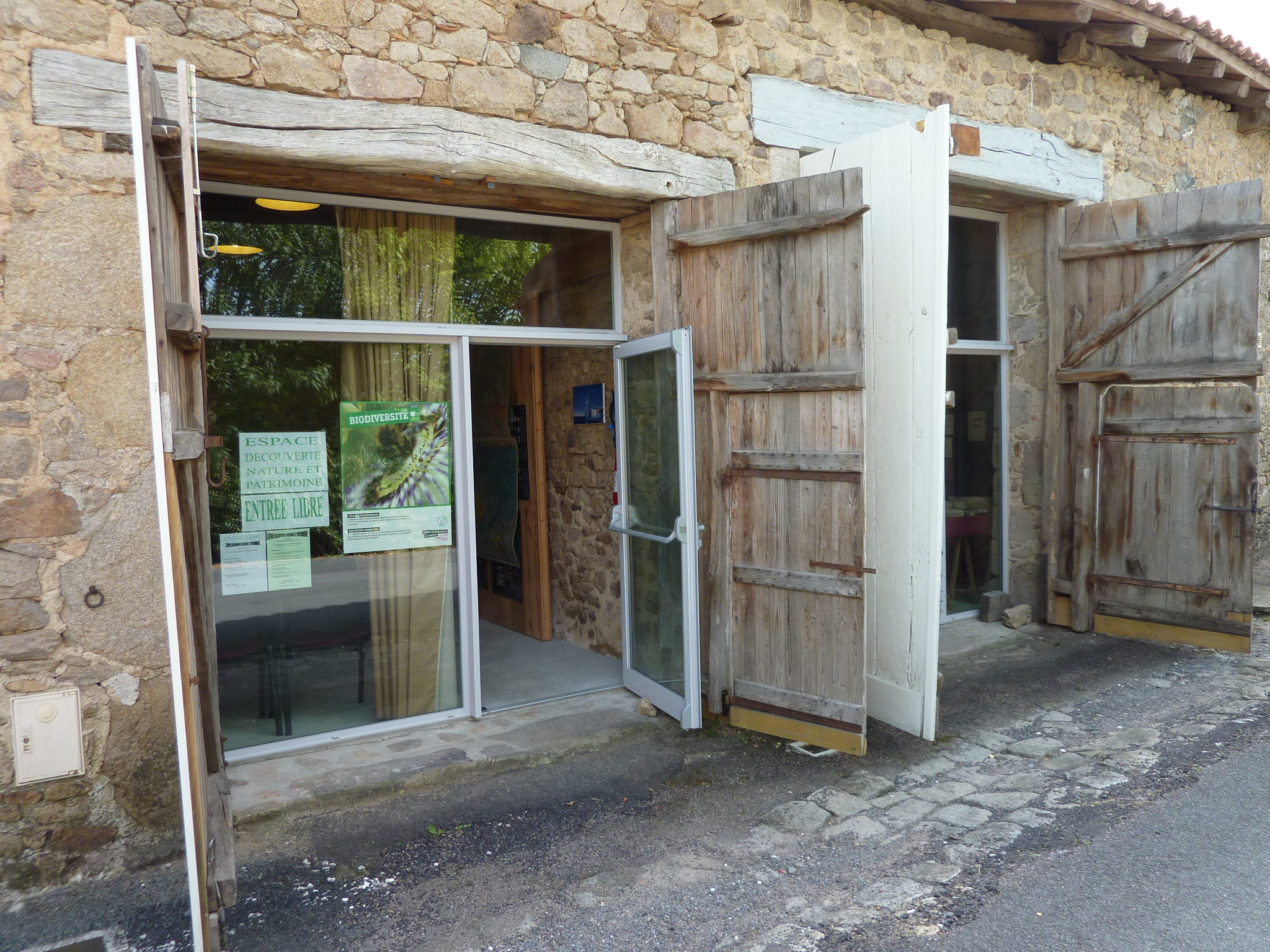
La entrada del museo.
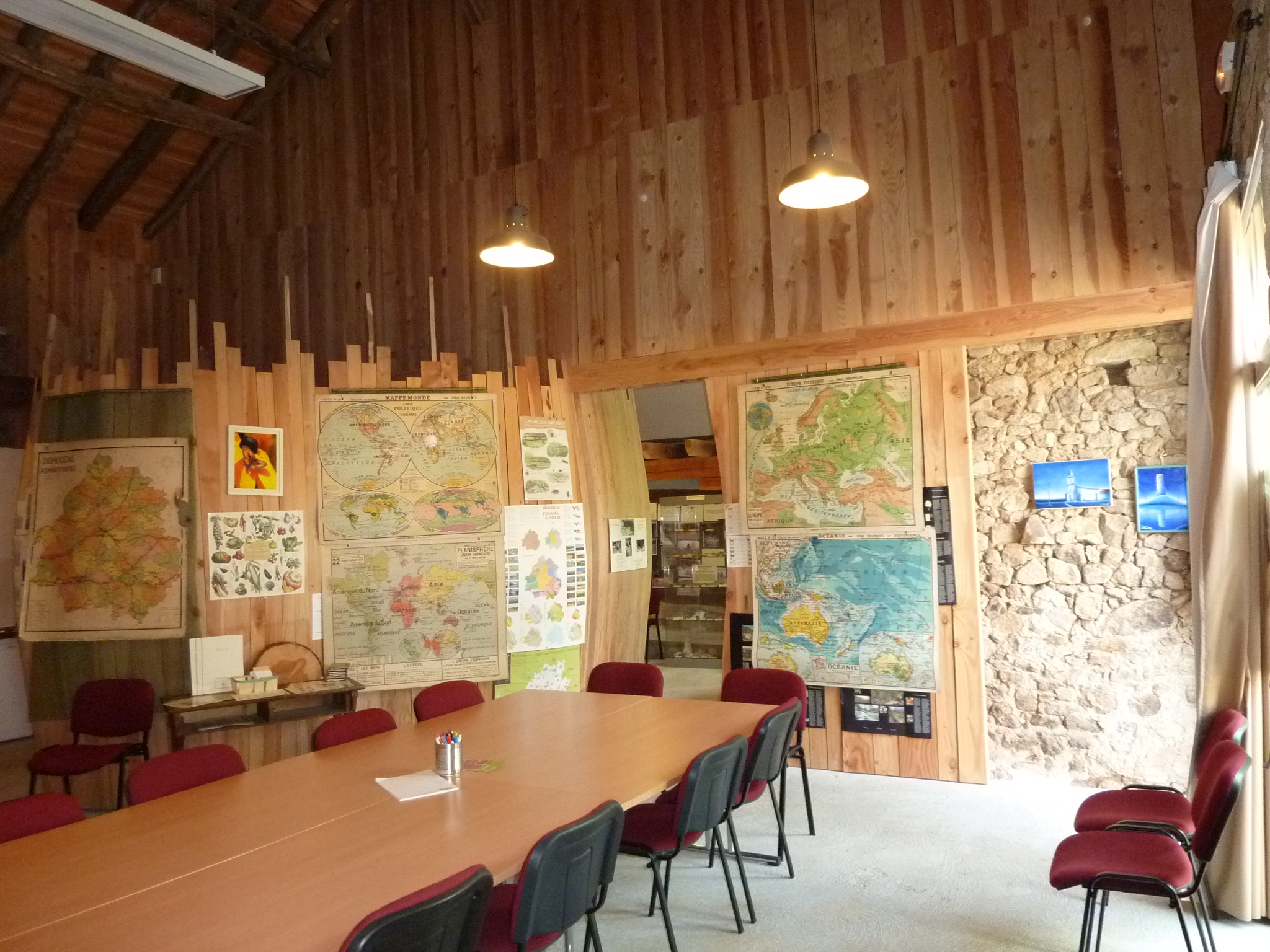
El interior.